# Taekwondo nos Jogos Pan-Americanos de 2023 - Poomsae individual masculino
A competição do poomsae individual masculino do taekwondo nos Jogos Pan-Americanos de 2023 foi disputado em 21 de outubro de 2023 no Centro de Esportes de Contato, localizado no cluster do Estádio Nacional. Um total de 10 taekwondistas, cada um representando um Comitê Olímpico Nacional (CON), participaram do evento.

## Calendário
Horário local (UTC−3).
| Data          | Hora  | Fase             |
| ------------- | ----- | ---------------- |
| 21 de outubro | 9:25  | Oitavas de final |
| 21 de outubro | 9:55  | Quartas de final |
| 21 de outubro | 10:35 | Semifinais       |
| 21 de outubro | 11:19 | Final            |

## Medalhistas
| Ouro   | MEX William Arroyo                   |
| Prata  | NCA Elián Ortega                     |
| Bronze | PUR Luis Colón PER Hugo del Castillo |

## Resultados
A competição foi realizada em um único dia até a definição dos medalhistas:
|  | Oitavas de final   | Oitavas de final   | Oitavas de final |  |  | Quartas de final      | Quartas de final      | Quartas de final      |       |                    | Semifinal          | Semifinal        | Semifinal |  |  | Final | Final | Final |
|  |                    |                    |                  |  |  |                       |                       |                       |       |                    |                    |                  |           |  |  |       |       |       |
|  |                    |                    |                  |  |  |                       |                       |                       |       |                    |                    |                  |           |  |  |       |       |       |
|  |                    |                    |                  |  |  | NCA Elián Ortega      | NCA Elián Ortega      | 7.670                 |       |                    |                    |                  |           |  |  |       |       |       |
|  | USA Anthony Do     | USA Anthony Do     | 7.430            |  |  | USA Anthony Do        | USA Anthony Do        | 7.460                 |       |                    |                    |                  |           |  |  |       |       |       |
|  | CAN Jinsu Ha       | CAN Jinsu Ha       | 7.300            |  |  |                       |                       |                       |       | NCA Elián Ortega   | NCA Elián Ortega   | 7.760            |           |  |  |       |       |       |
|  |                    |                    |                  |  |  |                       | PUR Luis Colón        | PUR Luis Colón        | 7.110 |                    |                    |                  |           |  |  |       |       |       |
|  |                    |                    |                  |  |  | PUR Luis Colón        | PUR Luis Colón        | 7.410                 |       |                    |                    |                  |           |  |  |       |       |       |
|  |                    |                    |                  |  |  | CHI Jonathan Farías   | CHI Jonathan Farías   | 7.360                 |       |                    |                    |                  |           |  |  |       |       |       |
|  |                    |                    |                  |  |  |                       |                       |                       |       |                    | NCA Elián Ortega   | NCA Elián Ortega | 7.880     |  |  |       |       |       |
|  |                    |                    |                  |  |  |                       | MEX William Arroyo    | MEX William Arroyo    | 7.990 |                    |                    |                  |           |  |  |       |       |       |
|  |                    |                    |                  |  |  | MEX William Arroyo    | MEX William Arroyo    | 7.730                 |       |                    |                    |                  |           |  |  |       |       |       |
|  |                    |                    |                  |  |  | CUB Darío Navarro     | CUB Darío Navarro     | 7.470                 |       |                    |                    |                  |           |  |  |       |       |       |
|  |                    |                    |                  |  |  |                       |                       |                       |       | MEX William Arroyo | MEX William Arroyo | 7.850            |           |  |  |       |       |       |
|  | EAI Héctor Morales | EAI Héctor Morales | 7.110            |  |  |                       | PER Hugo del Castillo | PER Hugo del Castillo | 7.770 |                    |                    |                  |           |  |  |       |       |       |
|  | ECU Mario Troya    | ECU Mario Troya    | 7.160            |  |  | ECU Mario Troya       | ECU Mario Troya       | 7.150                 |       |                    |                    |                  |           |  |  |       |       |       |
|  |                    |                    |                  |  |  | PER Hugo del Castillo | PER Hugo del Castillo | 7.630                 |       |                    |                    |                  |           |  |  |       |       |       |
|  |                    |                    |                  |  |  |                       |                       |                       |       |                    |                    |                  |           |  |  |       |       |       |